# Catatinagma
Catatinagma is een geslacht van vlinders van de familie tastermotten (Gelechiidae).

## Soorten
- C. kraterella Junnilainen & Nuppoen, 2010
- C. trivittellum Rebel, 1903